# Muhlenbergia utilis
Muhlenbergia utilis är en gräsart som först beskrevs av John Torrey, och fick sitt nu gällande namn av Albert Spear Hitchcock. Muhlenbergia utilis ingår i släktet muhlygräs, och familjen gräs. Inga underarter finns listade i Catalogue of Life.